# Grand Prix automobile d'Afrique du Sud 1967
GP précédent GP suivant
Le Grand Prix d'Afrique du Sud 1967 (XIIIth South African Grand Prix), disputé sur le circuit du Kyalami le 2 janvier 1967, est la cent-cinquante-et-unième épreuve du championnat du monde de Formule 1 courue depuis 1950 et la première manche du championnat 1967.

## Contexte avant la course

### Le championnat du monde
Depuis la saison précédente, la Formule 1 a adopté la réglementation trois litres pour les monoplaces à moteur atmosphérique, avec également possibilité d'utilisation de moteurs suralimentés, un coefficient deux étant alors appliqué pour la cylindrée (soit un maximum de 1 500 cm3 en cas d'utilisation d'un compresseur volumétrique ou d'un turbocompresseur). La réglementation s'appuie sur les points suivants :
- pas de cylindrée minimale
- cylindrée maximale : 3 000 cm3 si moteur atmosphérique ou 1 500 cm3 si moteur suralimenté
- poids minimal : 500 kg (à sec)
- roues non carénées
- double circuit de freinage obligatoire
- arceau de sécurité obligatoire (le haut du cerceau devant dépasser le casque du pilote)
- démarreur de bord obligatoire
- carburant commercial obligatoire
- ravitaillement en huile interdit durant la course
- distance minimale d'un Grand Prix : 300 km
- distance maximale d'un Grand Prix : 400 km
- distance minimale pour être classé : 90% de la distance parcourue par le vainqueur

Alors que la Scuderia Ferrari, seule équipe à disposer d'emblée d'un moteur V8 parfaitement adapté à la formule trois litres, semblait largement favorite au début de la saison 1966, c'est finalement le pilote-constructeur Jack Brabham qui a su exploiter au mieux le nouveau règlement, en adaptant un moteur dérivé de la grande série, relativement peu puissant mais d'une grande souplesse d'utilisation, sur une monoplace à la fois robuste et légère. Fort de six succès, dont deux hors championnat, le vétéran australien s'est octroyé un troisième titre mondial, acquis cette fois sur une voiture de sa propre marque. La concurrence s'annonce toutefois plus rude en cette année 1967, avec notamment le développement du prometteur V8 Cosworth qui équipera les Lotus de Jim Clark et de Graham Hill dès le début de la saison européenne.

### Le circuit

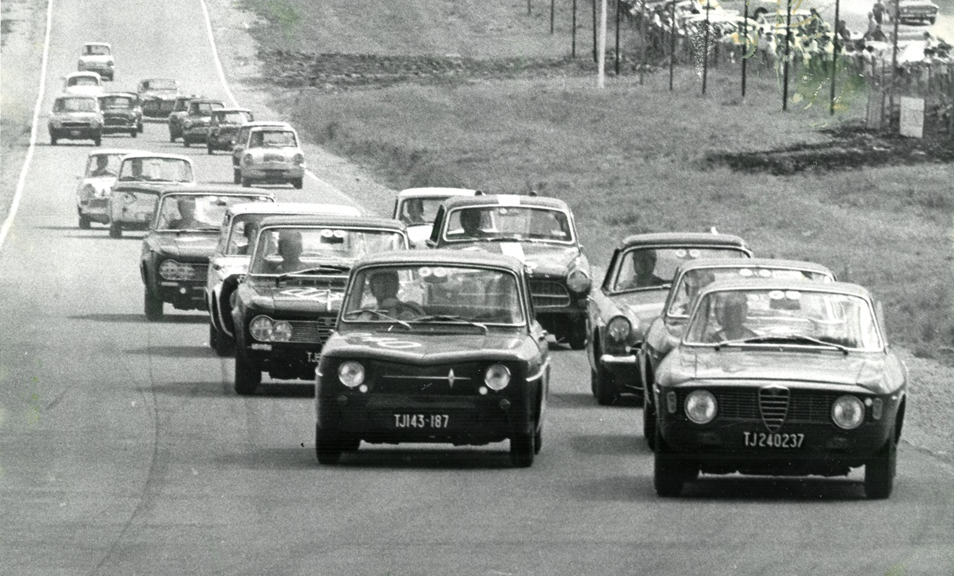
L'extrémité de la longue ligne droite du circuit de Kyalami, avant le virage de Crowthorne.

C'est à la fin des années 1950 que la commune de Midrand, située à vingt-cinq kilomètres au nord de Johannesbourg sur un plateau d'une altitude de plus de mille cinq-cents mètres, fut choisie pour la réalisation d'un nouveau circuit permanent destiné aux sports mécaniques. Baptisé «Kyalami», (signifiant ma maison en sesotho), le circuit fut inauguré en 1961, théâtre tout d'abord de courses locales avant d'accueillir en décembre de cette même année le Grand Prix du Rand, première course de niveau international à s'y dérouler, épreuve remportée par Jim Clark, sur Lotus, à la moyenne de 146 km/h. Long de plus de quatre kilomètres, le tracé comporte une longue ligne droite suivie d'une portion très sinueuse. Ses installations modernes ont les faveurs des pilotes et du public. En raison de l'altitude, la perte de puissance des moteurs est de l'ordre de quinze pour cent par rapport à celle mesurée au niveau de la mer. Depuis le Rand Winter Trophy 1966, John Love détient le record officiel de la piste, ayant accompli en course un tour à 163,2 km/h de moyenne au volant de sa Cooper.

## Monoplaces en lice
Note : les puissances des moteur, basées sur les mesures des bancs d'essais, sont données à titre indicatif : en raison de l'altitude élevée, les puissances disponibles sur le circuit de Kyalami sont inférieures à celles indiquées.
- Brabham BT20 "Usine"

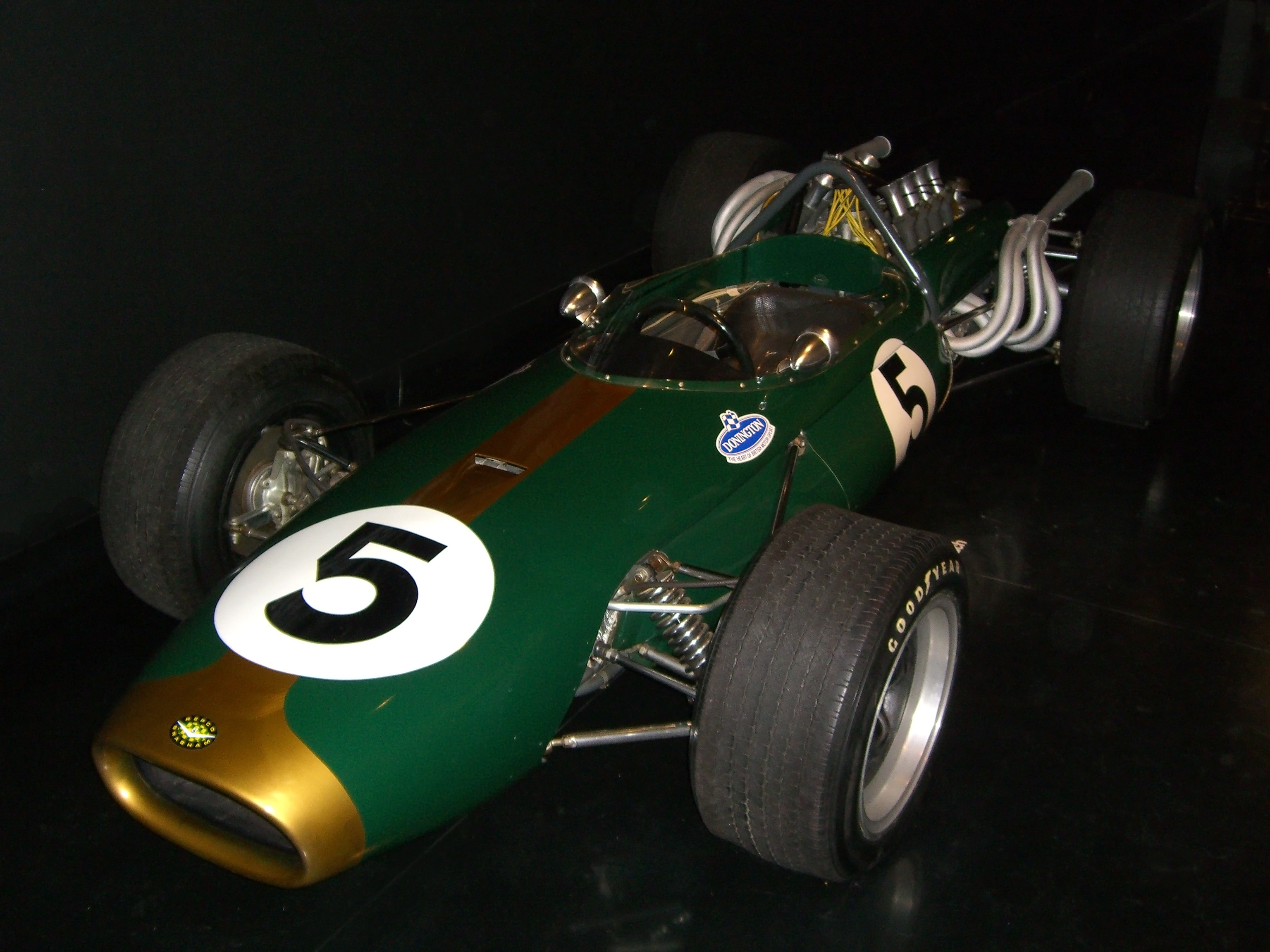
La Brabham BT20 à moteur V8 Repco.

Pour cette première course de l'année, Jack Brabham et Denny Hulme utilisent encore les BT20 à moteur V8 Repco de la saison précédente, le nouveau modèle étant encore en cours de réalisation. Dotées d'un châssis multitubulaire constitué de tubes ronds, elles pèsent 540 kg. Alimenté par un système d'injection indirecte Lucas, le V8 fournit 315 chevaux à 7250 tr/min. La transmission est assurée par une boîte de vitesses Hewland à cinq rapports. Les Brabham officielles sont chaussées de pneus Goodyear.
- Brabham BT11 privées

Bob Anderson a engagé son ancienne Brabham BT11 à moteur quatre cylindres Climax FPF de 2,7 litres (260 chevaux à 6800 tr/min). 
- Cooper T81 "Usine"

John Surtees ayant quitté l'équipe de Surbiton pour aller chez Honda, Pedro Rodríguez le remplace au côté de Jochen Rindt, le pilote mexicain devant cependant faire ses preuves pour conserver son volant toute la saison. Les deux T81 engagées sont les mêmes qu'au Mexique, Rodríguez pilotant celle ayant remporté cette épreuve aux mains de Surtees. Pesant 620 kg, ces monoplaces à structure monocoque sont motorisées par un V12 Maserati dérivé de celui testé (sans succès) par le constructeur de Modène sur ses Maserati 250F en 1957. Alimenté par un système d'injection Lucas et doté d'un double allumage (24 bougies), il délivre environ 360 chevaux à 9000 tr/min. Les Cooper utilisent une boîte de vitesses ZF à cinq rapports et sont chaussées de pneus Firestone.
- Cooper T79 & T81 privées

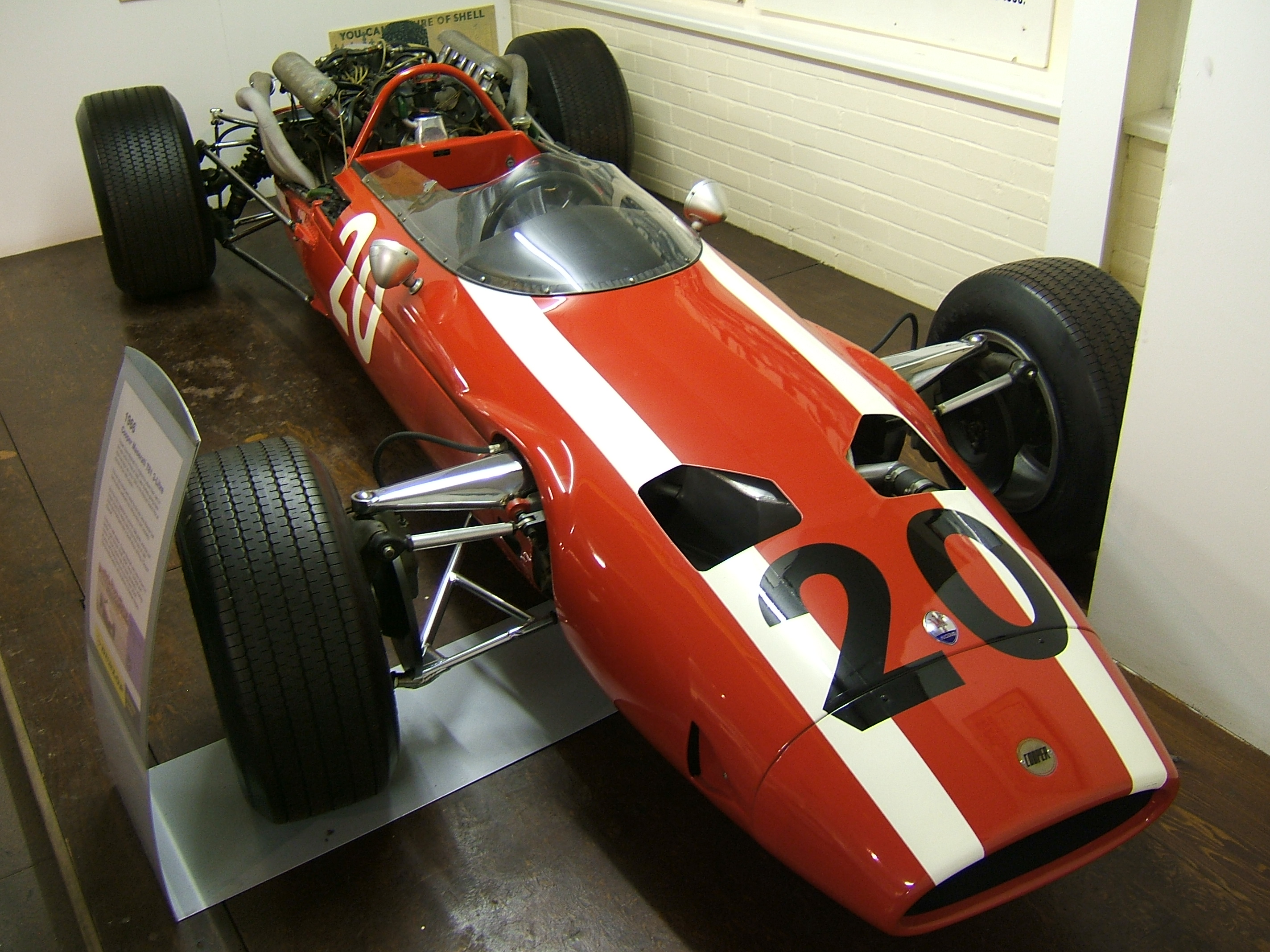
La Cooper T81 à moteur Maserati V12 du pilote privé Joakim Bonnier.

Joseph Siffert dispose de la T81 du Rob Walker Racing Team, avec des entrées d'air désormais identiques à celle des versions d'usine, tandis que la T81 du pilote privé Joakim Bonnier est inchangée par rapport à la saison passée. Ne bénéficiant pas du double allumage, les V12 de ces voitures ont une puissance de l'ordre de 330 chevaux. Siffert et Bonnier utilisent des pneus Firestone. L'expérimenté pilote rhodésien John Love a amené sa Cooper T79, ancienne monoplace de Formule Tasmane dotée d'un moteur Climax FPF de 2,7 litres, avec laquelle il a remporté les championnats d'Afrique du Sud en 1965 et 1966.
- BRM P83 "Usine"

Le projet de moteur seize cylindres est loin d'avoir répondu aux attentes du constructeur de Bourne, l'ensemble s'avérant lourd (250 kg) et peu fiable. Malgré la victoire inateendue du H16 (monté sur la Lotus de Jim Clark) lors du dernier Grand Prix des États-Unis, l'équipe envisage de le remplacer par un nouveau V12, qui ne sera cependant pas disponible avant l'été. Dans l'attente, les P83 de la saison précédente sont toujours en usage, deux exemplaires ayant été acheminés en Afrique du Sud pour Jackie Stewart et Mike Spence. La principale modification effectuée depuis la dernière course est l'ajout de grosses écopes pour le refroidissement des freins, mais de nombreux essais ont été menés pour tenter d'améliorer la tenue de route et la fiabilité. Dotées d'une structure monocoque et d'une boîte six vitesses, les P83 pèsent environ 700 kg. Leur moteur H16, alimenté par injection indirecte Lucas, développe plus de 400 chevaux à 10000 tr/min. Les pilotes auront le choix entre les pneus Goodyear et les pneus Dunlop.
- Lotus 43 "Usine"

Le Team Lotus attend avec impatience le prometteur moteur V8 Cosworth DFV, dont il aura l'exclusivité cette saison, mais qui ne pourra cependant pas être essayé avant un ou deux mois. Pour l'épreuve sud-africaine, l'équipe utilise une fois encore les deux modèles 43 à moteur 16 cylindres BRM, pratiquement inchangées depuis le Mexique. Pesant 700 kg, les 43 sont dotées d'une boîte de vitesses ZF à cinq rapports. Jim Clark est désormais secondé par Graham Hill, revenu au constructeur de ses débuts après sept saisons chez BRM. Les Lotus utilisent des pneus Firestone.
- Lotus 33 privée

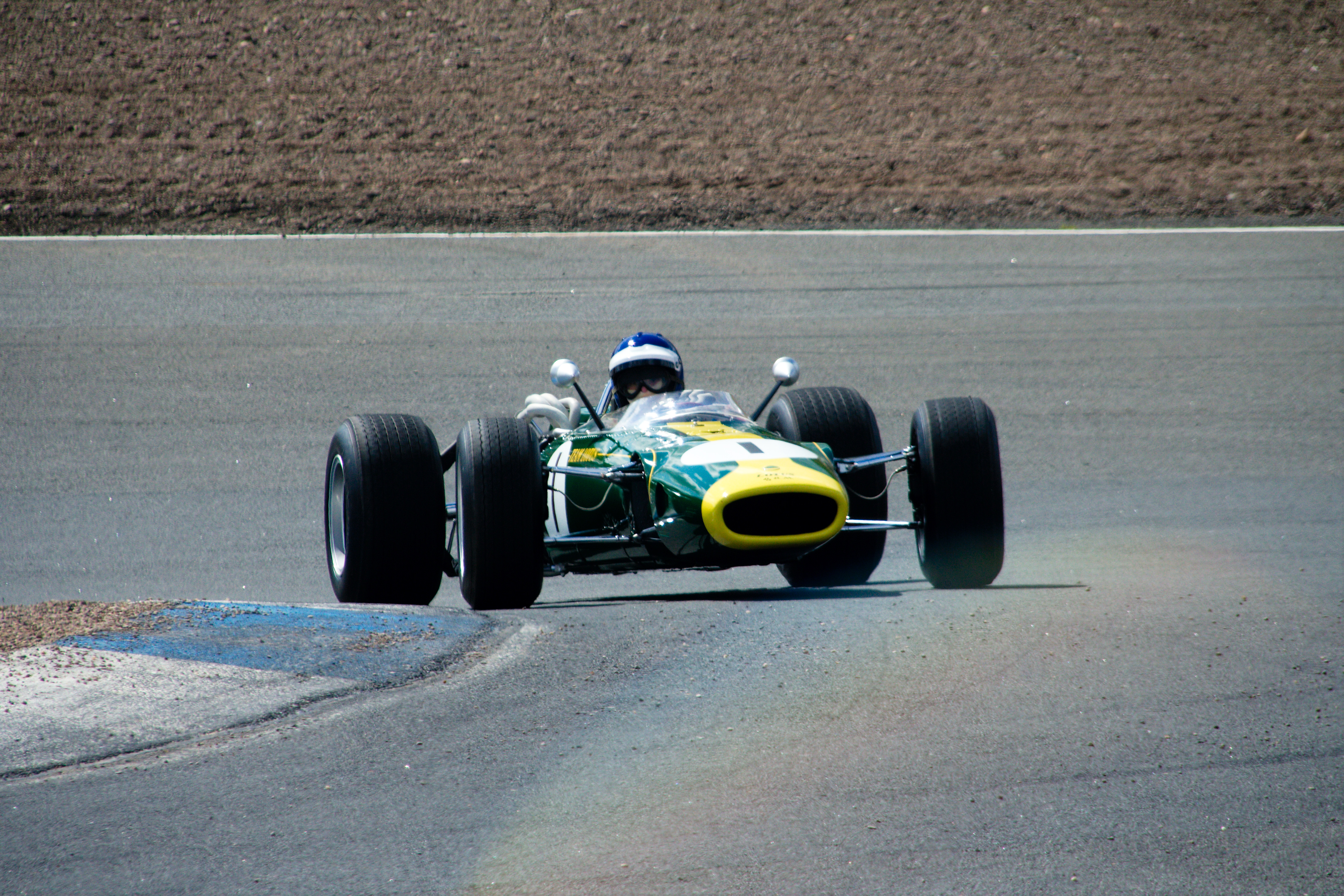
Une Lotus 43 à moteur BRM 16 cylindres lors d'une manifestation historique.

L'équipe de Tim Parnell a engagé une ancienne Lotus 33 à moteur V8 BRM 2 litres (260 chevaux) et boîte de vitesses Hewland à cinq rapports pour Piers Courage. Cette monoplace à structure monocoque pèse 500 kg et est chaussée de pneus Firestone.
- Eagle T1F & T1G "Usine"

Le moteur V12 Weslake n'étant pas encore tout à fait au point, le pilote-constructeur Dan Gurney a uniquement amené son Eagle T1F dotée d'un ancien moteur Climax FPF de 2,7 litres, d'une puissance de l'ordre de 260 chevaux. Dotée d'une boîte cinq vitesses Hewland et de pneus Goodyear, cette monoplace à châssis monocoque pèse 530 kg. Une seule voiture étant disponible, Richie Ginther, le nouveau coéquipier de Gurney, a dû déclarer forfait pour cette course.
- Honda RA273 "Usine"

Pour sa première course au sein de l'équipe japonaise, John Surtees dispose de la voiture utilisée par Ginther au Mexique. Pesant 745 kg à vide, la RA273 est la monoplace la plus imposante du plateau. Son moteur V12 à 48 soupapes est alimenté par un système d'injection indirecte Honda fournit 420 chevaux à 10500 tr/min. La Honda est équipée d'une boîte de vitesses à cinq rapports et de pneus Goodyear.
- LDS Mk3B

Conçue par l'ancien pilote sud-africain Doug Serrurier, la LDS Mk3, à châssis multitubulaire, ressemble à s'y méprendre aux Brabham BT11, dont elle est inspirée. Le pilote rhodésien Sam Tingle dispose d'une version Mk3b, équipée d'un moteur Climax FPF 4 cylindres de 2,7 litres.

## Coureurs inscrits

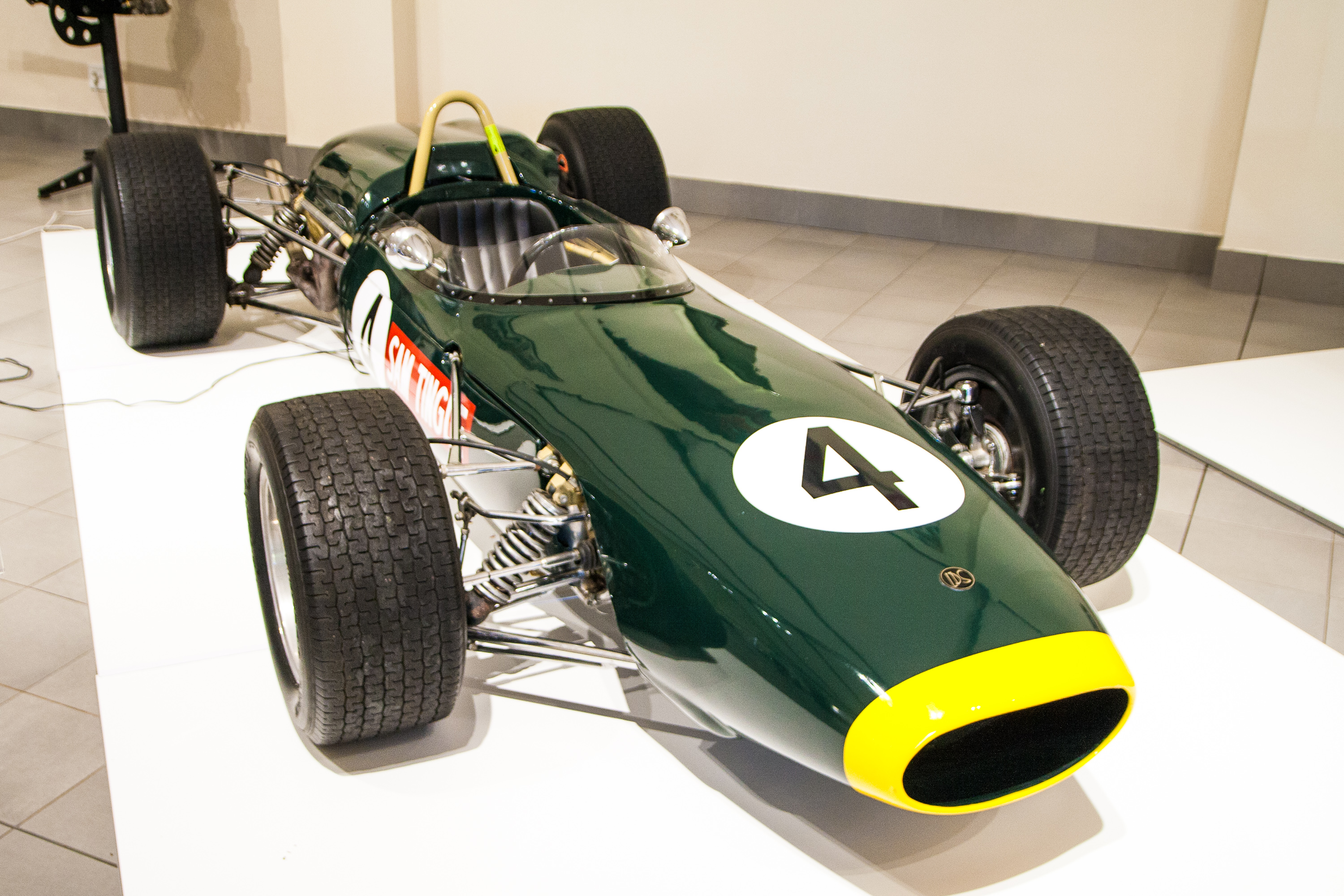
La LDS Mk3 de Sam Tingle, seule monoplace de construction sud-africaine du plateau.

| no | Pilote                     | Écurie                      | Constructeur | Modèle       | N° châssis | Moteur                 | Pneumatiques |
| -- | -------------------------- | --------------------------- | ------------ | ------------ | ---------- | ---------------------- | ------------ |
| 1  | Jack Brabham               | Brabham Racing Organisation | Brabham      | Brabham BT20 | F1-1-66    | Repco 620 V8           | G            |
| 2  | Denny Hulme                | Brabham Racing Organisation | Brabham      | Brabham BT20 | F1-2-66    | Repco 620 V8           | G            |
| 3  | Jochen Rindt               | Cooper Car Company          | Cooper       | Cooper T81   | F1-3-66    | Maserati 9/F1 V12      | F            |
| 4  | Pedro Rodríguez            | Cooper Car Company          | Cooper       | Cooper T81   | F1-6-66    | Maserati 9/F1 V12      | F            |
| 5  | Jackie Stewart             | Owen Racing Organisation    | BRM          | BRM P83      | 8303       | BRM P75 H16            | D            |
| 6  | Mike Spence Jackie Stewart | Owen Racing Organisation    | BRM          | BRM P83      | 8302       | BRM P75 H16            | D            |
| 7  | Jim Clark                  | Team Lotus                  | Lotus        | Lotus 43     | 43/2       | BRM P75 H16            | F            |
| 8  | Graham Hill                | Team Lotus                  | Lotus        | Lotus 43     | 43/1       | BRM P75 H16            | F            |
| 9  | Dan Gurney                 | Anglo American Racers       | Eagle        | Eagle T1F    | 101        | Coventry Climax FPF L4 | G            |
| 10 | Richie Ginther             | Anglo American Racers       | Eagle        | Eagle T1G    | 102        | Weslake 58 V12         | G            |
| 11 | John Surtees               | Honda Racing                | Honda        | Honda RA273  | F102       | Honda RA273E V12       | G            |
| 12 | Joseph Siffert             | Rob Walker/Jack Durlacher   | Cooper       | Cooper T81   | F1-2-66    | Maserati 9/F1 V12      | F            |
| 14 | Bob Anderson               | DW Racing Enterprises       | Brabham      | Brabham BT11 | F1-5-64    | Coventry Climax FPF L4 | F            |
| 15 | Joakim Bonnier             | Joakim Bonnier Racing Team  | Cooper       | Cooper T81   | F1-5-66    | Maserati 9/F1 V12      | F            |
| 16 | Piers Courage              | Reg Parnell Racing          | Lotus        | Lotus 33     | 33 R13     | BRM P56 V8             | F            |
| 17 | John Love                  | Privé                       | Cooper       | Cooper T79   | FL-1-65    | Coventry Climax FPF L4 | F            |
| 18 | Sam Tingle                 | Privé                       | LDS          | LDS Mk3B     | LDS 10     | Coventry Climax FPF L4 | F            |
| 19 | Dave Charlton              | Scuderia Scribante          | Brabham      | Brabham BT11 | F1-2-64    | Coventry Climax FPF L4 | F            |
| 20 | Luki Botha                 | Privé                       | Brabham      | Brabham BT11 | IC-5-64    | Coventry Climax FPF L4 | D            |

## Qualifications
Trois sessions qualificatives de deux heures et demie chacune sont au programme, les jeudi, vendredi et samedi après-midi précédant la course, des séances libres, non chronométrées, étant possibles le matin de chacune de ces journées.

### Première séance - jeudi 29 décembre
Le temps est couvert et il ne fait pas trop chaud lorsque commence la première session qualificative, le jeudi après-midi. John Surtees n'est pas en mesure de prendre la piste, les deux moteurs Honda disponibles lors des entraînements libres ayant été endommagés à cause de la présence de corps étrangers dans le lubrifiant utilisé. Graham Hill est également immobilisé, le réservoir de carburant de sa Lotus étant fendu. Jackie Stewart est le premier à s'élancer, mais il ne va effectuer que quelques tours sur la BRM qui lui est destinée avant de s'arrêter, ses pneus Dunlop pratiquement hors d'usage. Il reprend alors la monoplace de son coéquipier Mike Spence, chaussée de pneus Goodyearavec laquelle il réalisera son meilleur tour, à 162,7 km/h de moyenne, mais devra s'arrêter rapidement, le moteur 16 cylindres chauffant exagérément. Les V12 Maserati équipant les Cooper officielles connaissent également des problèmes de surchauffe, surtout celui de Jochen Rindt, affecté de vapor lock et qui ne sera opérationnel qu'après remplacement de la pompe à essence. Découvrant le circuit, son coéquipier Pedro Rodríguez va cependant améliorer constamment ses performances et terminera la journée avec le deuxième meilleur temps, seulement devancé (de plus d'une seconde) par Jack Brabham : immédiatement opérationnel au volant d'une monoplace parfaitement au point, le pilote-constructeur a d'emblée battu le record officieux du circuit, et n'a effectuée que quelques tours pour approcher les 167 km/h de moyenne. Son coéquipier Denny Hulme a quant à lui égalé la performance de Stewart, ce dernier n'ayant pu profiter de la dernière heure d'essais à cause d'un moteur cassé. Pilotant pour la première fois la BRM à moteur H16, Spence a réalisé un encourageant cinquième temps.

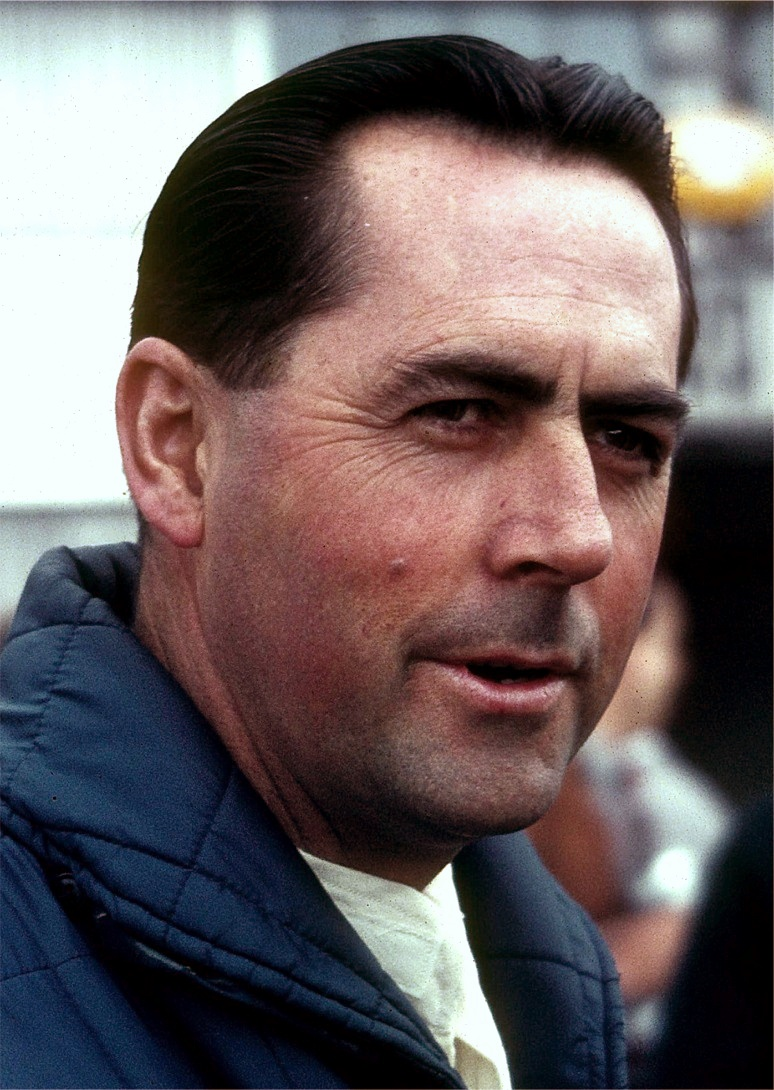
Le triple champion du monde Jack Brabham a aisément dominé la première séance d'essais.

| Pos. | Pilote          | Écurie          | Temps        | Écart    |
| ---- | --------------- | --------------- | ------------ | -------- |
| 1    | Jack Brabham    | Brabham-Repco   | 1 min 28 s 3 |          |
| 2    | Pedro Rodríguez | Cooper-Maserati | 1 min 29 s 4 | + 1 s 1  |
| 3    | Jackie Stewart  | BRM             | 1 min 30 s 6 | + 2 s 3  |
| 4    | Denny Hulme     | Brabham-Repco   | 1 min 30 s 6 | + 2 s 3  |
| 5    | Mike Spence     | BRM             | 1 min 32 s 2 | + 3 s 9  |
| 6    | Dan Gurney      | Eagle-Climax    | 1 min 32 s 4 | + 4 s 1  |
| 7    | Jochen Rindt    | Cooper-Maserati | 1 min 32 s 5 | + 4 s 2  |
| 8    | Jim Clark       | Lotus-BRM       | 1 min 32 s 6 | + 4 s 3  |
| 9    | Dave Charlton   | Brabham-Climax  | 1 min 33 s 0 | + 4 s 7  |
| 10   | Bob Anderson    | Brabham-Climax  | 1 min 39 s 8 | + 11 s 5 |

### Deuxième séance - vendredi 30 décembre
Le ciel est dégagé, le vent est tombé et la température de l'air dépasse les trente degrés lorsque commence la deuxième session qualificative, sur une piste brûlée par le soleil, accentuant les problèmes de surchauffe et de carburation. Fort de son chrono réalisé la veille, Brabham ne prendra pas le volant, laissant le soin à son coéquipier Hulme de dominer la séance ; avec un meilleur tour à 165,8 km/h de moyenne, le Néo-Zélandais échoue toutefois à six dixièmes de seconde de son «patron». Au volant de son ancienne Cooper à moteur quatre cylindres Climax, parfaitement réglée pour la circonstance, John Love va réaliser une excellente performance et obtenir le deuxième meilleur temps, devançant la Cooper officielle de Rindt, qui ne fonctionne pas parfaitement. Le pilote local Dave Charlton s'est également mis en évidence avec sa Brabham (équipée elle aussi de l'antique moteur Climax FPF, qui semble moins sensible à la chaleur que les moteurs plus sophistiqués), tournant au même rythme que Rindt. Les Lotus usine ne sont pas encore au point, en particulier celle de Hill qui n'a pu effectuer que cinq tours, son seize cylindres surchauffant anormalement.

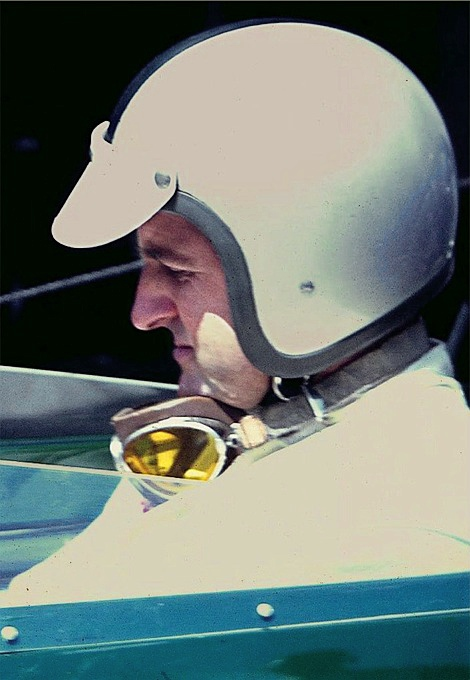
Denny Hulme, le plus rapide de la deuxième journée d'essais sur la deuxième Brabham officielle.

| Pos. | Pilote         | Écurie          | Temps        | Écart    |
| ---- | -------------- | --------------- | ------------ | -------- |
| 1    | Denny Hulme    | Brabham-Repco   | 1 min 28 s 9 |          |
| 2    | John Love      | Cooper-Climax   | 1 min 29 s 5 | + 0 s 7  |
| 3    | Jochen Rindt   | Cooper-Maserati | 1 min 30 s 2 | + 1 s 3  |
| 4    | Dave Charlton  | Brabham-Climax  | 1 min 30 s 2 | + 1 s 3  |
| 5    | Dan Gurney     | Eagle-Climax    | 1 min 30 s 7 | + 1 s 8  |
| 6    | Jackie Stewart | BRM             | 1 min 30 s 9 | + 2 s 0  |
| 7    | Jim Clark      | Lotus-BRM       | 1 min 30 s 9 | + 2 s 0  |
| 8    | John Surtees   | Honda           | 1 min 31 s 0 | + 2 s 1  |
| 9    | Bob Anderson   | Brabham-Climax  | 1 min 33 s 2 | + 4 s 3  |
| 10   | Graham Hill    | Lotus-BRM       | 1 min 34 s 0 | + 5 s 1  |
| 11   | Piers Courage  | Lotus-BRM       | 1 min 34 s 4 | + 5 s 5  |
| 12   | Luki Botha     | Brabham-Climax  | 1 min 34 s 6 | + 5 s 7  |
| 13   | Joakim Bonnier | Cooper-Maserati | 1 min 36 s 8 | + 7 s 9  |
| 14   | Joseph Siffert | Cooper-Maserati | 1 min 40 s 5 | + 11 s 6 |

### Troisième séance - samedi 31 décembre
Il fait de nouveau très chaud pour la dernière journée d'essais. Au sein de l'équipe Cooper, le montage des pompes à essence a été modifié, ces éléments étant désormais dans le flux d'air au lieu d'être directement sur le bloc moteur. Les problèmes de vapor lock persistent toutefois sur la voiture de Rindt, alors que Rodríguez va de son côté parvenir à accomplir un tour à 165,4 km/h de moyenne. Il sera cependant battu d'un dixième de seconde par Clark qui a donné le maximum sur sa Lotus, alors que son coéquipier Hill a une nouvelle fois dû faire face à de nombreux problèmes mécaniques et n'a pas eu la possibilité de tourner dans de bonnes conditions, échouant à plus de quatre secondes de Brabham qui s'est une nouvelle fois montré le meilleur, sans toutefois égaler son chrono du jeudi. Stoppé par un problème d'alimentation, Hulme n'a pu défendre totalement ses chances, son temps de la veille lui assurant cependant une place en première ligne au côté de son coéquipier. Les deux Brabham devanceront la Lotus de Clark et la Cooper de Rodríguez, en deuxième ligne, la troisième ligne étant composée de la Cooper privée de John Love (qui a préféré économiser sa monoplace et n'a pas tourné de la journée) et de la Honda de Surtees, le pilote britannique étant parvenu à accomplir une performance honorable malgré une tenue de route problématique et un mauvais rendement d'un moteur V12 ayant toujours tendance à surchauffer. La BRM de Stewart n'etant pas prête, le pilote écossais a une fois de plus utilisé celle de son coéquipier Spence, qui n'a donc pas eu l'opportunité d'améliorer sa position sur la grille et se voit relégué en septième ligne.
| Pos. | Pilote          | Écurie          | Temps        | Écart   |
| ---- | --------------- | --------------- | ------------ | ------- |
| 1    | Jack Brabham    | Brabham-Repco   | 1 min 28 s 5 |         |
| 2    | Jim Clark       | Lotus-BRM       | 1 min 29 s 0 | + 0 s 5 |
| 3    | Pedro Rodríguez | Cooper-Maserati | 1 min 29 s 1 | + 0 s 6 |
| 4    | John Surtees    | Honda           | 1 min 29 s 6 | + 1 s 1 |
| 5    | Denny Hulme     | Brabham-Repco   | 1 min 29 s 9 | + 1 s 4 |
| 6    | Jackie Stewart  | BRM             | 1 min 30 s 3 | + 1 s 8 |
| 7    | Bob Anderson    | Brabham-Climax  | 1 min 30 s 6 | + 2 s 1 |
| 8    | Joakim Bonnier  | Cooper-Maserati | 1 min 31 s 8 | + 3 s 3 |
| 9    | Mike Spence     | BRM             | 1 min 32 s 1 | + 3 s 6 |
| 10   | Jochen Rindt    | Cooper-Maserati | 1 min 32 s 2 | + 3 s 7 |
| 11   | Sam Tingle      | LDS-Climax      | 1 min 32 s 4 | + 3 s 9 |
| 12   | Graham Hill     | Lotus-BRM       | 1 min 32 s 6 | + 4 s 1 |
| 13   | Joseph Siffert  | Cooper-Maserati | 1 min 32 s 8 | + 4 s 3 |
| 14   | Dan Gurney      | Eagle-Climax    | 1 min 32 s 8 | + 4 s 3 |
| 15   | Luki Botha      | Brabham-Climax  | 1 min 33 s 1 | + 4 s 6 |
| 16   | Piers Courage   | Lotus-BRM       | 1 min 33 s 8 | + 5 s 3 |

### Tableau final des qualifications
| Pos. | Pilote          | Écurie          | Temps        | Écart   | Commentaire               |
| ---- | --------------- | --------------- | ------------ | ------- | ------------------------- |
| 1    | Jack Brabham    | Brabham-Repco   | 1 min 28 s 3 |         | temps réalisé le jeudi    |
| 2    | Denny Hulme     | Brabham-Repco   | 1 min 28 s 9 | + 0 s 6 | temps réalisé le vendredi |
| 3    | Jim Clark       | Lotus-BRM       | 1 min 29 s 0 | + 0 s 7 | temps réalisé le samedi   |
| 4    | Pedro Rodríguez | Cooper-Maserati | 1 min 29 s 1 | + 0 s 8 | temps réalisé le samedi   |
| 5    | John Love       | Cooper-Climax   | 1 min 29 s 5 | + 1 s 2 | temps réalisé le vendredi |
| 6    | John Surtees    | Honda           | 1 min 29 s 6 | + 1 s 3 | temps réalisé le samedi   |
| 7    | Jochen Rindt    | Cooper-Maserati | 1 min 30 s 2 | + 1 s 9 | temps réalisé le vendredi |
| 8    | Dave Charlton   | Brabham-Climax  | 1 min 30 s 2 | + 1 s 9 | temps réalisé le vendredi |
| 9    | Jackie Stewart  | BRM             | 1 min 30 s 3 | + 2 s 0 | temps réalisé le samedi   |
| 10   | Bob Anderson    | Brabham-Climax  | 1 min 30 s 6 | + 2 s 3 | temps réalisé le samedi   |
| 11   | Dan Gurney      | Eagle-Climax    | 1 min 30 s 7 | + 2 s 4 | temps réalisé le vendredi |
| 12   | Joakim Bonnier  | Cooper-Maserati | 1 min 31 s 8 | + 3 s 5 | temps réalisé le samedi   |
| 13   | Mike Spence     | BRM             | 1 min 32 s 1 | + 3 s 8 | temps réalisé le samedi   |
| 14   | Sam Tingle      | LDS-Climax      | 1 min 32 s 4 | + 4 s 1 | temps réalisé le samedi   |
| 15   | Graham Hill     | Lotus-BRM       | 1 min 32 s 6 | + 4 s 3 | temps réalisé le samedi   |
| 16   | Joseph Siffert  | Cooper-Maserati | 1 min 32 s 8 | + 4 s 5 | temps réalisé le samedi   |
| 17   | Luki Botha      | Brabham-Climax  | 1 min 33 s 1 | + 4 s 8 | temps réalisé le samedi   |
| 18   | Piers Courage   | Lotus-BRM       | 1 min 33 s 8 | + 5 s 5 | temps réalisé le samedi   |

## Grille de départ
| 1re ligne | Pos. 1                     |                            | Pos. 2                        |                               |
|           | Brabham 1 min 28 s 3       |                            | Hulme Brabham 1 min 28 s 9    |                               |
| 2e ligne  |                            | Pos. 3                     |                               | Pos. 4                        |
|           |                            | Clark Lotus 1 min 29 s 0   |                               | Rodriguez Cooper 1 min 29 s 1 |
| 3e ligne  | Pos. 5                     |                            | Pos. 6                        |                               |
|           | Love Cooper 1 min 29 s 5   |                            | Surtees Honda 1 min 29 s 6    |                               |
| 4e ligne  |                            | Pos. 7                     |                               | Pos. 8                        |
|           |                            | Rindt Cooper 1 min 30 s 2  |                               | Charlton Brabham 1 min 30 s 2 |
| 5e ligne  | Pos. 9                     |                            | Pos. 10                       |                               |
|           | Stewart BRM 1 min 30 s 3   |                            | Anderson Brabham 1 min 30 s 6 |                               |
| 6e ligne  |                            | Pos. 11                    |                               | Pos. 12                       |
|           |                            | Gurney Eagle 1 min 30 s 7  |                               | Bonnier Cooper 1 min 31 s 8   |
| 7e ligne  | Pos. 13                    |                            | Pos. 14                       |                               |
|           | Spence BRM 1 min 32 s 1    |                            | Tingle LDS 1 min 32 s 4       |                               |
| 8e ligne  |                            | Pos. 15                    |                               | Pos. 16                       |
|           |                            | G. Hill Lotus 1 min 32 s 6 |                               | Siffert Cooper 1 min 32 s 8   |
| 9e ligne  | Pos. 17                    |                            | Pos. 18                       |                               |
|           | Botha Brabham 1 min 33 s 1 |                            | Courage Lotus 1 min 33 s 8    |                               |

## Déroulement de la course
Il fait beau et très chaud lorsque le départ est donné, le lundi après-midi, devant environ cent mille spectateurs. Au baisser du drapeau, les deux Denny Hulme Brabham officielles démarrent impeccablement, Denny Hulme prenant immédiatement la tête devant son coéquipier Jack Brabham, la Honda de John Surtees menant le reste de la meute, à l'exception de la Brabham privée de Luki Botha qui va perdre près d'un tour avant de pouvoir enfin démarrer. Hulme et Brabham repassent dans cet ordre devant les stands, avec une seconde d'avance sur Surtees. Quatrième au volant de sa Cooper, Pedro Rodríguez est déjà légèrement distancé ; il mène un petit groupe comprenant la Lotus de Jim Clark (dont le moteur ne semble pas donner toute sa puissance), la Cooper de Jochen Rindt, la Brabham de Dave Charlton et la BRM de Jackie Stewart. Hulme a adopté un rythme très rapide et dès le deuxième tour le Néo-Zélandais établit un nouveau record officiel du circuit, à 163,4 km/h de moyenne. Il l'améliore encore au suivant, tournant à 163,9 km/h de moyenne. Il compte alors déjà plus de quatre secondes et demie d'avance sur Surtees et plus de dix sur Rindt. Au début du troisième tour, Brabham a dérapé dans le virage de Crowthorne ; Surtees n'a pu l'éviter et l'a expédié en tête-à-queue. Le champion australien a perdu une dizaine de secondes et a chuté au cinquième rang mais a regagné immédiatement une place en débordant Rodríguez et talonne déjà Rindt. Le moteur de Stewart vient d'exploser, déposant une bonne partie de son huile sur la piste. Rindt, qui attaque au maximum sur la piste piégeuse, ne conserve pas longtemps la troisième place, un tête-à-queue au virage de Crowthorne le faisant perdre trois places au profit de Brabham, Rodríguez et Clark. Les commissaires de piste sont intervenus en beaucoup d'endroits pour répandre du ciment sur les parties maculées d'huile et la moyenne a nettement baissé. L'écart entre Hulme et Surtees est alors de quatre secondes, mais va se creuser rapidement, au rythme d'une seconde par tour, le pilote britannique étant légèrement handicapé par une mauvaise carburation et voyant peu à peu fondre son avance sur Brabham. Se battant depuis le départ avec une bote de vitesses récalcitrante, Graham Hill navigue au douzième rang ; au cours du sixième tour, il ne parvient pas à engager le bon rapport et loupe un virage, escaladant une bordure et endommageant la suspension avant et cassant une conduite d'huile de sa Lotus ; il parvient à regagner son stand mais doit abandonner.

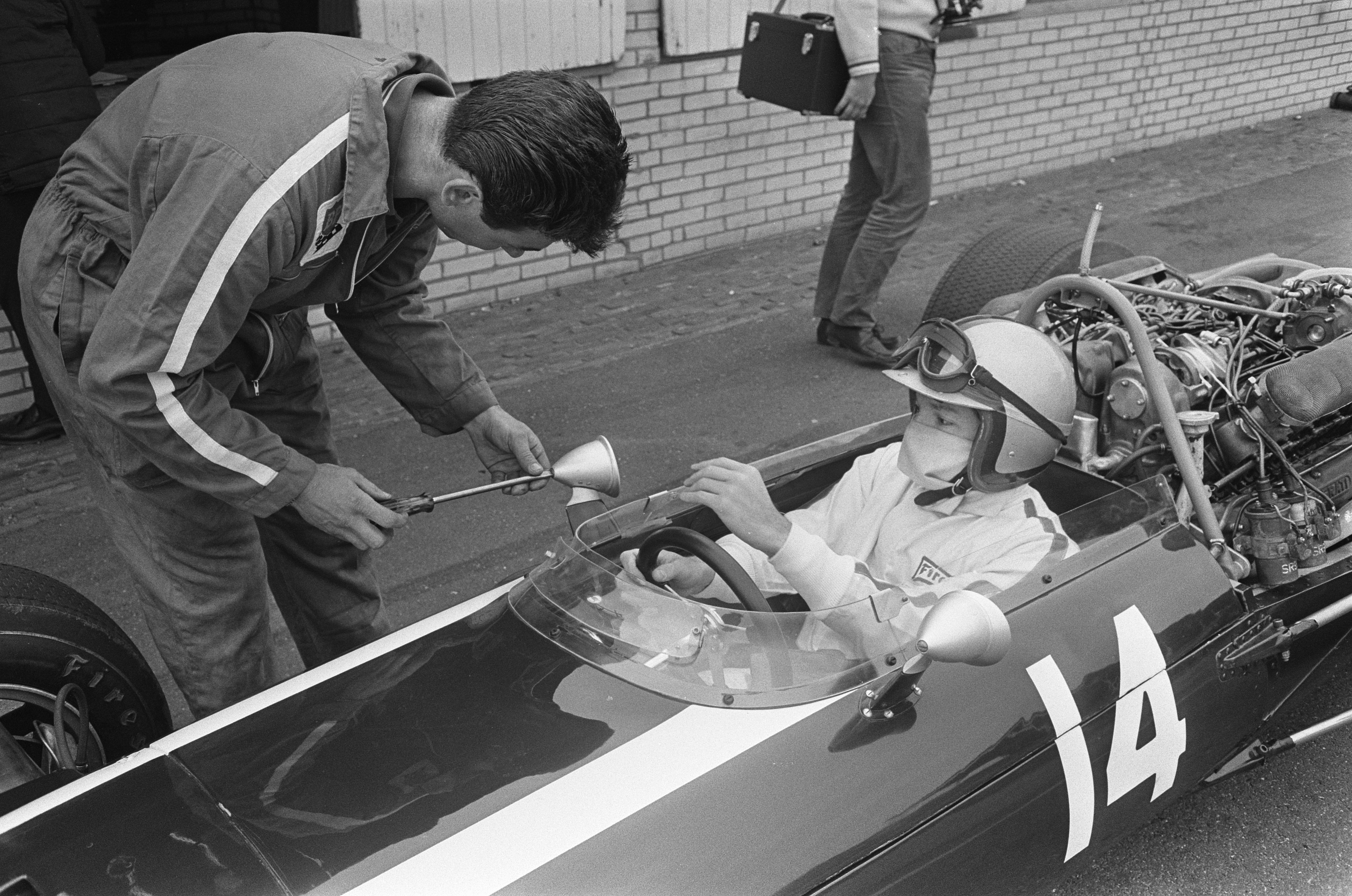
Première victoire en championnat du monde pour Pedro Rodríguez sur la Cooper T81 à moteur Maserati.

Après dix tours, Hulme a porté à onze secondes son avance sur Surtees. Deux secondes plus loin vient Brabham, lui-même une seconde et demie devant Rodríguez. Rindt a dépassé facilement Clark, dont le moteur ne donne pas toute sa puissance et qui perd de plus en plus de terrain, voyant fondre sur lui un trio composé des Cooper de Joseph Siffert et de John Love ainsi que l'Eagle de Dan Gurney. Cinq tours plus tard, alors que Siffert est arrêté au stand à cause d'une conduite d'huile cassée, Brabham est revenu dans les roues de Surtees. Il tente à plusieurs reprises de le dépasser, sans succès. Rodríguez est revenu dans les roues du champion du monde et le double au début du dix-huitième tour. Alors que les trois voitures, groupées,  abordent le virage de Clubhouse, le pilote mexicain parvient à se porter à la hauteur de la Honda mais Surtees retarde son freinage et vire le premier, conservant sa deuxième place. Au tour suivant, Ródriguez ne parvient plus à engager la seconde et va perdre quelques secondes avant de pouvoir engager un autre rapport et de relancer sa machine. L'incident lui a fait perdre quelques secondes et il a rétrogradé à la cinquième place derrière Brabham et Rindt. Privé de sa deuxième vitesse, il va désormais perdre régulièrement du terrain sur les premiers. Le quart de la course est atteint, Hulme comptant alors vingt secondes d'avance sur Surtees et Brabham, roues dans roues, Rindt étant six secondes plus loin. Ródriguez est à plus d'une demi-minute. Le moteur de Clark surchauffe et le pilote écossais a rétrogradé au classement, laissant Love et Gurney en découdre pour la sixième place. Surtees ne peut contenir Brabham plus longtemps, l'Australien s'emparant de la deuxième place au cours du vingt-et-unième tour. Rindt l'imite trois tours plus tard, accédant au troisième rang. Handicapé dans la partie sinueuse du circuit à cause de la perte de sa deuxième vitesse, Ródriguez est bientôt rejoint par Love et Gurney, qui roulent de concert et vont tous deux dépasser la Cooper officielle au cours du vingt-sixième tour. Au trentième, Hulme a encore accentué son avance, vingt-six secondes le séparant de son coéquipier Brabham qui est talonné par Rindt. Quatrième, Surtees est à la peine avec sa Honda et le duo Love/Gurney n'est plus qu'à une douzaine de secondes du pilote britannique, tandis que Ródriguez, septième, n'est pas très loin derrière et s'efforce de garder le contact. Confortablement installé en tête, Hulme maintient à distance Brabham et Rindt, qui bataillent ferme pour la deuxième place jusqu'au trente-cinquième tour, le pilote autrichien perdant subitement le contact avec son adversaire à cause d'une baisse soudaine de régime de son V12 Maserati. Il n'ira guère plus loin, une soupape cassée l'obligeant à renoncer juste avant la mi-course. Près d'une demi-minute sépare alors Hulme et Brabham, les deux monoplaces du pilote-constructeur dominant totalement la course. Vingt-cinq secondes derrière la deuxième Brabham suivent Love et Gurney, qui viennent de dépasser Surtees. Sixième, Ródriguez a près d'un tour de retard sur le premier, tous les autres étant déjà doublés. La physionomie de la course change soudainement quand Brabham rejoint son stand en roue libre, moteur coupé : la pompe à essence a surchauffé et il faudra appliquer de la neige carbonique pour la refroidir et que le V8 puisse redémarrer, le champion du monde repartant en huitième position avec quatre tours de retard ! Hulme a maintenant cinquante-cinq secondes d'avance sur Love, qui s'est légèrement détaché de Gurney. Ce dernier ne va pas conserver longtemps sa troisième place, le bris d'un support de triangle de suspension le contraignant bientôt à renoncer. Malgré les problèmes d'alimentation du moteur Honda, Surtees redevient troisième, mais sa marge d'avance sur Ródriguez s'amenuise peu à peu. Les nombreux incidents et abandons ont propulsé la Lotus du débutant Piers Courage au cinquième rang, avec cependant plus de deux tours de retard sur le premier. Sans aucun adversaire à sa mesure, Hulme a maintenant relégué l'ancienne Cooper de Love à plus d'une minute et semble s'envoler vers sa première victoire. Il se contente désormais de maintenir l'écart sur ses poursuivants, sans forcer le rythme. Mais alors qu'on atteint les trois quarts de l'épreuve et que Ródriguez a dépossédé Surtees de sa troisième place, le Néo-Zélandais fait un passage éclair à son stand, demandant qu'on prépare du liquide de freins, une fuite hydraulique s'étant déclarée. Malgré ce bref arrêt, il possède encore quarante-cinq secondes d'avance sur Love lorsqu'il stoppe à nouveau, au tour suivant. Mais il va falloir plus d'une minute et demie à ses mécaniciens pour effectuer le plein de Lockeed et lorsqu'il reprend la piste, Love, Ródriguez et Surtees sont passés !
À la surprise générale, et sous les acclamations du public, l'antique Cooper de John Love mène désormais la danse, avec plus de vingt secondes d'avance sur Ródriguez qui, toujours en difficulté avec sa boîte de vitesses, ne peut espérer le rejoindre à la régulière. Troisième, Surtees est à quarante secondes du premier et tourne relativement lentement tandis que Hulme, quatrième, compte plus d'un tour de retard et continue à perdre du terrain, son système de freinage restant défaillant. Sa position ne semble toutefois pas menacée, la Brabham de Bob Anderson, devenue cinquième après l'abandon de Courage, accusant un tour de retard supplémentaire. Non menacé, Love parait s'acheminer vers une victoire certaine lorsque, à sept tours de l'arrivée, il s'engouffre dans les stands pour un ravitaillement en carburant, sa pompe à essence ne parvenant pas à puiser les vingt litres restant encore dans son réservoir auxiliaire ! L'arrêt dure environ une minute et lui coûte la première place, dont s'empare Ródriguez. Comptant quarante-cinq secondes d'avance, le jeune Mexicain parvient à ménager sa boîte de vitesses jusqu'à l'arrivée pour remporter son premier Grand Prix, devant Love, seuls ces deux pilotes ayant accompli la distance totale. Troisième, Surtees est à plus d'un tour du vainqueur, précédant Hulme qui malgré un arrêt supplémentaire conserve sa quatrième place devant Anderson. Très attardé, Brabham termine néanmoins au sixième rang.

### Classements intermédiaires
Classements intermédiaires des monoplaces aux premier, deuxième, troisième, cinquième, huitième, dixième, quinzième, vingtième, vingt-cinquième, trentième, quarantième, cinquantième, soixantième et soixante-dixième tours.

### Classement de la course

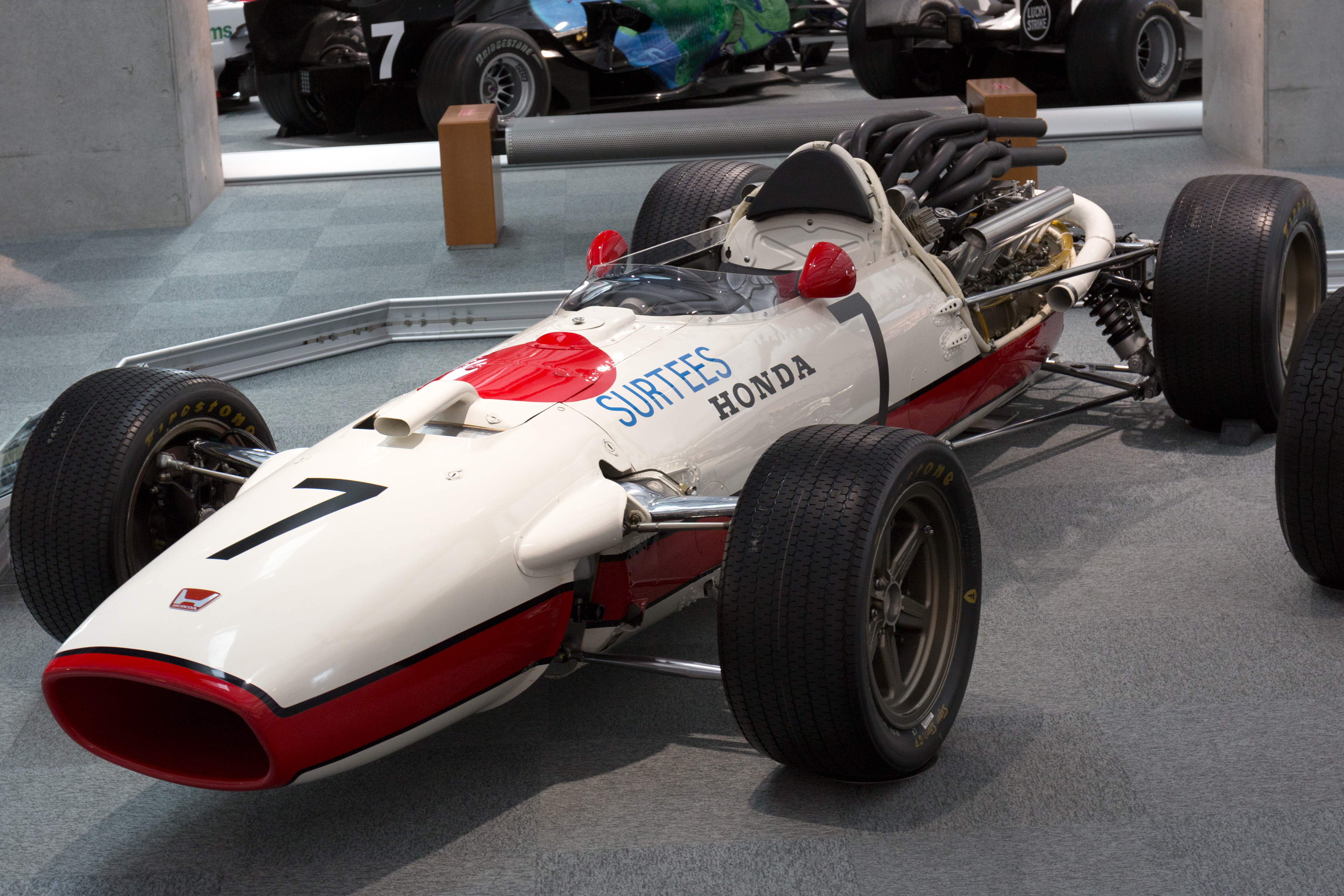
La Honda RA273 de John Surtees, troisième du Grand Prix d'ouverture de la saison 1967.

| Pos  | N° | Pilote          | Écurie          | Tours | Temps/Abandon                  | Grille | Points |
| ---- | -- | --------------- | --------------- | ----- | ------------------------------ | ------ | ------ |
| 1    | 4  | Pedro Rodríguez | Cooper-Maserati | 80    | 2 h 05 min 45 s 9              | 4      | 9      |
| 2    | 17 | John Love       | Cooper-Climax   | 80    | 2 h 06 min 12 s 3 (+ 26 s 4)   | 5      | 6      |
| 3    | 11 | John Surtees    | Honda           | 79    | 2 h 06 min 00 s 0 (+ 1 tour)   | 6      | 4      |
| 4    | 2  | Denny Hulme     | Brabham-Repco   | 78    | 2 h 05 min 53 s 6 (+ 2 tours)  | 2      | 3      |
| 5    | 14 | Bob Anderson    | Brabham-Climax  | 78    | 2 h 06 min 46 s 5 (+ 2 tours)  | 10     | 2      |
| 6    | 1  | Jack Brabham    | Brabham-Repco   | 76    | 2 h 07 min 07 s 8 (+ 4 tours)  | 1      | 1      |
| Nc.  | 19 | Dave Charlton   | Brabham-Climax  | 63    | 2 h 06 min 12 s 7 (Non classé) | 8      |        |
| Nc.  | 20 | Luki Botha      | Brabham-Climax  | 60    | 2 h 06 min 14 s 4 (Non classé) | 17     |        |
| Abd. | 18 | Sam Tingle      | LDS-Climax      | 56    | Accident                       | 14     |        |
| Abd. | 16 | Piers Courage   | Lotus-BRM       | 51    | Alimentation                   | 18     |        |
| Abd. | 9  | Dan Gurney      | Eagle-Climax    | 44    | Suspension                     | 11     |        |
| Abd. | 12 | Joseph Siffert  | Cooper-Maserati | 41    | Moteur                         | 16     |        |
| Abd. | 3  | Jochen Rindt    | Cooper-Maserati | 38    | Moteur                         | 7      |        |
| Abd. | 6  | Mike Spence     | BRM             | 31    | Fuite d'huile                  | 13     |        |
| Abd. | 15 | Joakim Bonnier  | Cooper-Maserati | 30    | Moteur                         | 12     |        |
| Abd. | 7  | Jim Clark       | Lotus-BRM       | 22    | Moteur                         | 3      |        |
| Abd. | 8  | Graham Hill     | Lotus-BRM       | 6     | Accident                       | 15     |        |
| Abd. | 5  | Jackie Stewart  | BRM             | 2     | Moteur                         | 9      |        |

Légende :
- Abd.=Abandon

### Pole position et record du tour
- Pole position :  Jack Brabham (Brabham) en 1 min 28 s 3 (vitesse moyenne : 166,913 km/h). Temps réalisé lors de la séance d'essais du jeudi 29 décembre 1966[17].
- Meilleur tour en course :  Denny Hulme (Brabham) en 1 min 29 s 9 (vitesse moyenne : 163,942 km/h) au troisième tour.

#### Évolution du meilleur tour en course
Le meilleur tour fut définitivement établi dès le troisième des quatre-vingts tours de l'épreuve.

### Tours en tête
- Denny Hulme : 60 tours (1-60)
- John Love : 13 tours (61-73)
- Pedro Rodriguez : 7 tours (74-80)

## Classement général à l'issue de la course
- Attribution des points : 9, 6, 4, 3, 2, 1 respectivement aux six premiers de chaque épreuve.
- Pour la coupe des constructeurs, même barème et seule la voiture la mieux classée de chaque équipe inscrit des points.
- Le championnat est divisé en deux demi-saisons, seuls les cinq meilleurs résultats (sur six épreuves) étant retenus pour la première et les quatre meilleurs (sur cinq épreuves) pour la deuxième[17].

| Pos. | Pilote          | Écurie  | Points | AFS | MON | NL | BEL | FRA | GBR | 1re ½ saison | ALL | CAN | ITA | USA | MEX | 2e ½ saison |
| ---- | --------------- | ------- | ------ | --- | --- | -- | --- | --- | --- | ------------ | --- | --- | --- | --- | --- | ----------- |
| 1    | Pedro Rodríguez | Cooper  | 9      | 9   |     |    |     |     |     | 9            |     |     |     |     |     |             |
| 2    | John Love       | Cooper  | 6      | 6   |     |    |     |     |     | 6            |     |     |     |     |     |             |
| 3    | John Surtees    | Honda   | 4      | 4   |     |    |     |     |     | 4            |     |     |     |     |     |             |
| 4    | Denny Hulme     | Brabham | 3      | 3   |     |    |     |     |     | 3            |     |     |     |     |     |             |
| 5    | Bob Anderson    | Brabham | 2      | 2   |     |    |     |     |     | 2            |     |     |     |     |     |             |
| 6    | Jack Brabham    | Brabham | 1      | 1   |     |    |     |     |     | 1            |     |     |     |     |     |             |

| Pos. | Écurie          | Points | AFS | MON | NL | BEL | FRA | GBR | 1re ½ saison | ALL | CAN | ITA | USA | MEX | 2e ½ saison |
| ---- | --------------- | ------ | --- | --- | -- | --- | --- | --- | ------------ | --- | --- | --- | --- | --- | ----------- |
| 1    | Cooper-Maserati | 9      | 9   |     |    |     |     |     | 9            |     |     |     |     |     |             |
| 2    | Cooper-Climax   | 6      | 6   |     |    |     |     |     | 6            |     |     |     |     |     |             |
| 3    | Honda           | 4      | 4   |     |    |     |     |     | 4            |     |     |     |     |     |             |
| 4    | Brabham-Repco   | 3      | 3   |     |    |     |     |     | 3            |     |     |     |     |     |             |
| 5    | Brabham-Climax  | 2      | 2   |     |    |     |     |     | 2            |     |     |     |     |     |             |

## À noter
- 1re victoire en championnat du monde pour Pedro Rodríguez.
- 1er et unique podium en championnat du monde  pour John Love (2e du Grand Prix).
- 16e victoire en championnat du monde pour Cooper en tant que constructeur.
- 11e victoire en championnat du monde pour Maserati en tant que motoriste.
- Dernière victoire en championnat du monde pour l'écurie Cooper.
- 1re édition du Grand Prix d'Afrique du Sud de Formule 1 sur le Circuit de Kyalami (près de Johannesburg), les douze éditions précédentes ayant eu lieu sur le circuit d'East London.